# Gerda Kerija Dreimane
Gerda Kerija Dreimane (* 27. Januar 2004) ist eine lettische Leichtathletin, die sich auf den Siebenkampf spezialisiert hat. 

## Sportliche Laufbahn
Erste internationale Erfahrungen sammelte Gerda Kerija Dreimane im Jahr 2022, als sie bei den U20-Weltmeisterschaften in Cali mit 5721 Punkten den fünften Platz im Siebenkampf belegte. Im Jahr darauf gelangte sie bei den U20-Europameisterschaften in Jerusalem mit 5622 Punkten den sechsten Platz und schied im Weitsprung mit 6,10 m in der Qualifikationsrunde aus.
2022 wurde Dreimane lettische Meisterin im Siebenkampf. 2022 wurde sie zudem Hallenmeisterin im Weitsprung und 2023 im Fünfkampf.

## Persönliche Bestleistungen
- Weitsprung: 6,31 m (+1,3 m/s), 16. Juli 2022 in Vilnius
  - Weitsprung (Halle): 6,11 m, 14. Januar 2023 in Liepāja
- Siebenkampf: 5721 Punkte, 4. August 2022 in Cali
  - Fünfkampf (Halle): 3976 Punkte, 5. Februar 2023 in Tallinn